# Balcaskie House

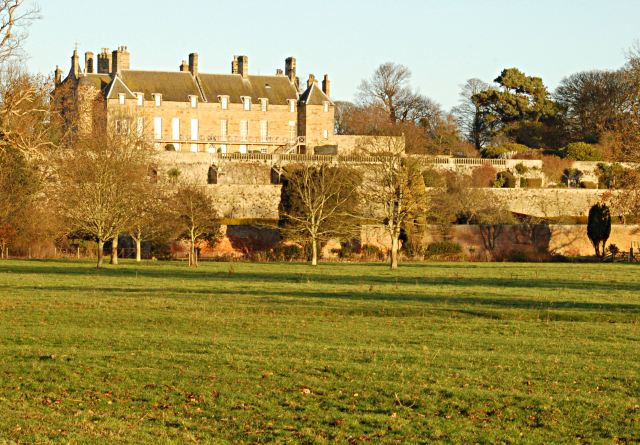
Balcaskie House

Balcaskie House ist ein Herrenhaus nahe der schottischen Ortschaft St Monans in der Council Area Fife. 1984 wurde das Bauwerk als Einzeldenkmal in die schottischen Denkmallisten in der höchsten Kategorie A aufgenommen. Die zugehörigen Gärten sowie die gepaarten Taubentürme sind jeweils eigenständig als Kategorie-A-Bauwerke klassifiziert. Die West Lodge sowie eine Brücke entlang des westlichen Zufahrtsweges sind ebenso als Kategorie-B-Bauwerke geschützt, wie die East Lodge und die Torpfeiler der Nordzufahrt. Der zugehörige Gutshof ist als Kategorie-C-Denkmal klassifiziert. Das Gesamtanwesen ist im schottischen Register für Landschaftsgärten verzeichnet. In drei von sechs Kategorien wurde das höchste Prädikat „herausragend“ verliehen.

## Geschichte
Die früheste Erwähnung der Ländereien von Balcaskie stammt aus dem Jahre 1223. 1665 erwarb William Bruce Balcaskie von John Monicrieff. Nach Beendigung von Bruce’ Arbeiten am Holyrood Palace im Jahre 1668 erhob ihn Karl II. zum Baronet, of Balcaskie. Im selben Jahr begann Bruce das dort bestehende Gebäude signifikant zu überarbeiten und zu erweitern. Bis 1674 schloss Bruce die Arbeiten ab, die auch die Anlage des umgebenden Parks und der Außengebäude umfasste. Hierdurch entstand die Basis des heutigen Balcaskie House.
1685 veräußerte Bruce das Anwesen, das in den folgenden Jahren mehrfach den Eigentümer wechselte. 1698 erwarb Robert Anstruther Balcaskie. Bis heute wird es innerhalb der Familie vererbt. Möglicherweise war es Walter Scott, der Ralph Anstruther, 4. Baronet von der Renovierung des verfallenden Balcaskie House überzeugte. Anstruther beauftragte William Burn mit den Arbeiten, die zwischen 1827 und 1831 ausgeführt wurden. Auch die gesamte Anlage wurde in den folgenden Jahrzehnten modernisiert. 1853 veranlasste Anstruther eine weitere Überarbeitung von Balcaskie House. David Bryce verlieh dem Herrenhaus hierbei seinen heutigen Charakter im Stile der schottischen Neorenaissance. Im Innenraum sind hingegen noch zahlreiche Arbeiten Bruce’ erhalten.

## Gärten

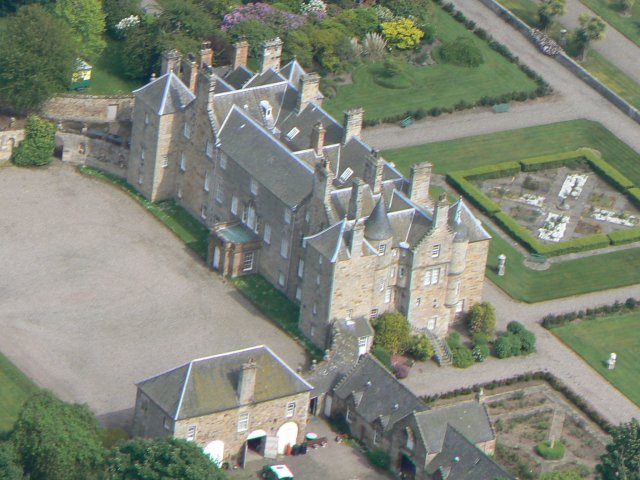
Ein Ausschnitt der Gärten in der rechten Bildhälfte

Balcaskie House ist in eine weitläufige Parkanlage eingebettet. Entlang der Hauptsichtachsen verlaufen Alleen, die auf den markanten Bass Rock im Südosten sowie den 184 m hohen Kellie Law im Nordwesten ausgerichtet sind. Die terrassierten Gärten erstrecken sich vor der Südostfassade. Sie wurden unter William Bruce im späten 17. Jahrhundert im italienischen Stile angelegt. Die Terrassenstufen sind durch Balustraden begrenzt. Zu den weiteren Gestaltungselementen zählen wuchtige Brüstungen mit klassizistischen Büsten. Von einer Rasenfläche ragt eine Sonnenuhr auf. Der Treppenaufgang mit Rundbogenportalen und gusseisernen Toren im Stile des Rokoko wurde um 1853 durch William Nesfield gestaltet.

## Taubentürme
Die Taubentürme flankieren das Portal entlang des östlichen Zufahrtsweges. Die Portalpfosten aus den Jahren 1714 und 1745 weisen quadratische Grundrisse auf. Sie mit einer Bänderornamentik, Fries, Gesimse und aufsitzenden Urnen gestaltet. Das schmiedeeiserne Tor entwarf Robert Lorimer 1886.
Die runden Taubentürme, die um 1745 erbaut wurden, flankieren das Portal. Sie sind über eine geschwungene Mauer mit dem Portal verbunden. Ihr Mauerwerk besteht aus ungleichmäßig behauenem Bruchstein. An den Ostseiten führten heute mit Mauerwerk verschlossene, rustiziert eingefasste Rundbogenportale mit Schlusssteinen ins Innere. In etwa 1,5 m Höhe laufen schlichte Gesimse um. Darüber sowie unterhalb der Kranzgesimse und in die abschließende Laterne sind Einfluglöcher eingelassen. Die Türme schließen mit schiefergedeckten Kegeldächern.
Jenseits des Tores steht die East Lodge. Sie diente einst als Wohngebäude des Wildhüters. Sie wurde 1846 durch William Burn und David Bryce erbaut und 1911 überarbeitet. Das Gebäude weist einen T-förmigen Grundriss auf. Entlang der Fassaden treten mehrere Giebel heraus. Sie sind als schlichte Staffelgiebel gestaltet. Die abschließenden Dächer sind mit Schiefer eingedeckt.

## West Lodge

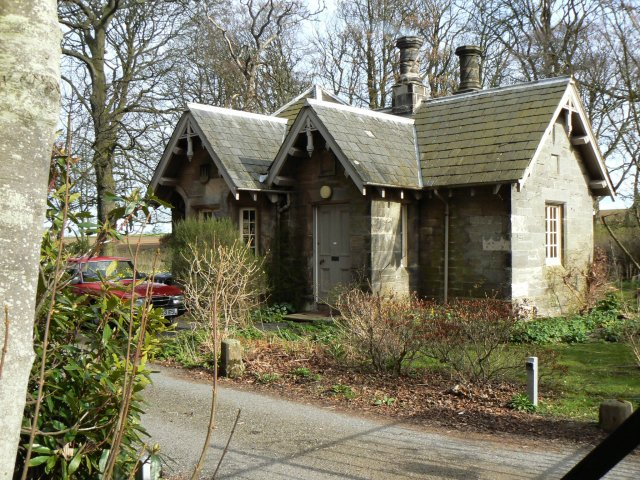
West Lodge

Die West Lodge markiert die westliche Einfahrt zu dem Anwesen an der heutigen B942. Sie wurde durch William Burn und David Bryce gestaltet. Das einstöckige Gebäude ist asymmetrisch aufgebaut. An der Ostseite setzt sich ein neuerer Anbau mit Harl-verputzten Fassaden fort. Die Dächer sind schiefergedeckt.
Das dekorative Schmiedeeisenportale stammt aus den 1940er Jahren. Seine beiden Portalpfosten sind im Stile von Obelisken gestaltet. Die runden äußeren Pfosten entlang der Straße schließen mit kegelförmigen Kappen. Sie sind über eine flache, geschwungene Mauer mit den inneren Pfosten verbunden.

## Brücke

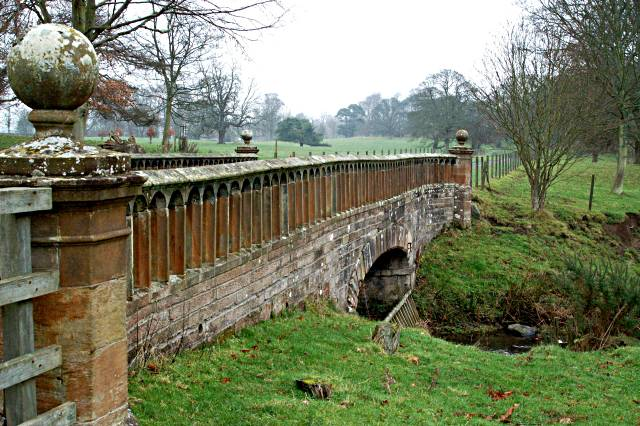
Brücke über den Dreel Burn

Jenseits der Lodge führt ein Zufahrtsweg zu Balcaskie House. Nahe dem Herrenhaus überspannt eine einbogige Brücke den Dreel Burn. Sie wurde 1828 nach einem Entwurf William Burns erbaut. Der weite, ausgemauerte Bogen ist gedrückt. Zu beiden Seiten begrenzen Balustraden die Fahrbahn. Sie schließen mit oktogonalen Pfosten mit aufsitzenden Kugeln.

## Nordtor

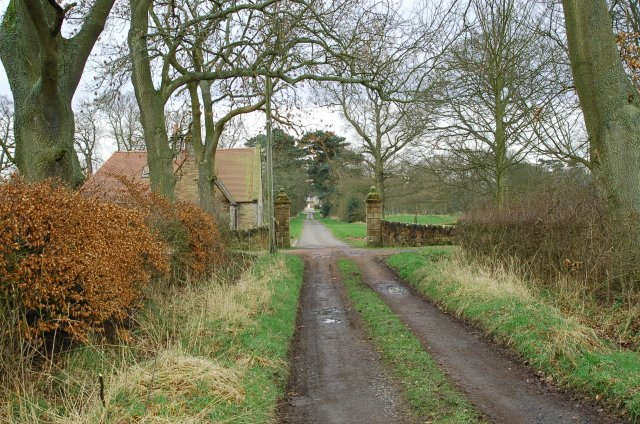
Nordtor

Das Nordtor markiert den Beginn der nördlichen Zufahrtsallee. Es befindet sich mehrere hundert Meter nordöstlich des Herrenhauses. Die flankierenden Torpfosten stammen aus der Mitte des 18. Jahrhunderts. Sie sind mit quadratischen Grundrissen und rustiziertem Mauerwerk gestaltet. Kugeln sitzen auf. Das schmiedeeiserne Tor schuf Robert Lorimer im Jahre 1919.

## Gutshof
Wenige hundert Meter östlich von Balcaskie House befindet sich der ehemalige Gutshof. Er wurde in den 1830er Jahren durch William Lees erbaut. Lees nutzte hierzu vermutlich einen Entwurf William Burns. Der westliche Flügel wurde 1843 hinzugefügt. Drei längliche Gebäude sind um einen nach Süden offenen Innenhof herum angeordnet. Ihr Mauerwerk besteht aus grob behauenem Bruchstein. Mittig führt an der Nordfassade ein korbbogiger Torbogen auf den Innenhof. Der Gutshof wurde zwischenzeitlich als Wohnraum umgenutzt.